# Arroyo Maldonado
El arroyo Maldonado es un curso de agua de la provincia de Buenos Aires y de la Ciudad Autónoma de Buenos Aires, en la región centro-este de la Argentina. La mayor parte de su curso discurre entubado bajo la Av. Juan B. Justo y recorre 10 de los 48 barrios de la ciudad capital que, enumerados desde la entrada del arroyo en la ciudad hasta su desembocadura en el Río de la Plata, son: Versalles, Liniers, Villa Luro, Vélez Sarsfield, Floresta, Villa Santa Rita, Villa Mitre, Caballito, Villa Crespo y Palermo. Tiene sus nacientes en Ciudadela, con afluentes en los partidos de La Matanza, Morón y Tres de Febrero. El área total de la cuenca cubre aproximadamente 10.000 ha: 4.500 ha en la provincia de Buenos Aires y 5.500 ha en el ámbito de la Ciudad Autónoma de Buenos Aires.

## Descripción
El arroyo nace en la intersección de las calles Mármol y Thames, al oeste de la ciudad de San Justo, en el partido de La Matanza, provincia de Buenos Aires. Tiene una longitud aproximada de 21,3 km. Ya entubado en su origen, su curso superior sigue el trazado de la calle Mármol, cruza las vías del ferrocarril en las inmediaciones de la estación San Justo (todavía se puede apreciar la estructura metálica del puente, de la época en que el arroyo estaba a cielo abierto), pasa por debajo del campo deportivo del club Huracán de San Justo y sigue por la continuación de la calle Mármol hasta Brandsen. Continúa en sentido suroeste - noreste por Pedro B. Palacios bordeando el Ateneo Cultural y Deportivo Don Bosco hasta Av. San Martín. Luego intersecta varias calles, y tras pasar la Avenida General Díaz Vélez, cerca del cruce con la Avenida Rivadavia, ingresa en el partido de Tres de Febrero corriendo bajo las calles Vito Dumas, Maldonado y Monseñor Bentivenga en la localidad de Ciudadela hasta llegar a la Ciudad Autónoma de Buenos Aires. Dentro de la CABA el curso del Maldonado ha sido ligeramente rectificado, aunque la traza de la J. B. Justo, en líneas generales, corresponde con el antiguo cañadón que servía de cauce. Tras J. B. Justo. Ya pasada la avenida Santa Fe, el nombre de la avenida bajo la cual corre el Maldonado es Intendente Bullrich; al concluir ésta, el túnel corre bajo el Parque Tres de Febrero inmediatamente al sur del Hipódromo Argentino de Palermo siguiendo el último tramo de la Av. Dorrego. Más al este el entubado corre bajo el Aeroparque Jorge Newbery hasta desembocar en el Río de la Plata por dos bocas ubicadas a ambos lados del pequeño espigón llamado Paseo Dorrego y Plaza Puerto Argentino.
Pese a la contaminación de sus aguas aún se encuentran peces (casi todos bagres) en el canal central del arroyo Maldonado.
Es el más importante arroyo entubado de la ciudad; le siguen luego en orden de importancia el Arroyo Medrano y el Arroyo Vega.

## Toponimia
No se sabe el origen de su nombre. Según Ruy Díaz de Guzmán, que formó parte de la expedición de Pedro de Mendoza, su nombre deriva de la leyenda de la Maldonado, apellido de una mujer que vino desde España, junto a Pedro de Mendoza en 1536, y fue abandonada en las márgenes de este arroyo. Según la leyenda, esta mujer huyó al campo a causa de la hambruna que padecía la ciudad de Buenos Aires sitiada entonces por los querandíes  y en una gruta de las barrancas ayudó a una puma a tener cría. Luego, para poder comer, se unió con los indígenas y tras esto fue capturada por los españoles quienes como castigo la ataron a un árbol en las orillas del arroyo en donde entonces merodeaban los yaguares (llamados por los españoles: "tigres"). Sin embargo cuando los españoles retornaron a buscar el cadáver de la mujer la encontraron viva cuidada por los pumas.
Lo cierto es que ya el 4 de mayo de 1703, en una venta que los Rodríguez de Estela hacen al capitán Fernández de Castro, se menciona al arroyo como "cañada que va a desembocar al Río de La Plata en el pago de Matanza". En un documento Eclesiástico del 23 de octubre de 1730, en el que se menciona la fundación de seis curatos en él, decía que "se extiende desde las poblaciones de don José de Rojas por el sur, pago de la Matanza circulando hasta acabar en la boca de la cañada que llaman de Maldonado". En los mapas de 1790 a 1850 ya se lo denominaba "arroyo de Maldonado", y en un plano de 1811 era denominado "arroyo de Maldonado o cañada de Castro", ya que su curso superior cruzaba Monte Castro.

## Historia
El arroyo Maldonado fue uno de los límites naturales de la ciudad, antes que los partidos de la Provincia de Buenos Aires de Belgrano y Flores fueran incorporados en 1887. 
El 22 de mayo de 1814 se inauguró el primer puente estable que tuvo la ciudad de Buenos Aires, en el cruce del Maldonado con la huella que luego se convirtió en la Avenida Santa Fe. Este puente fue mejorado posteriormente; en 1880 existía en ese lugar un amplio puente de sillería, ladrillos con arcos, los restos del mismo actualmente están soterrados.
El 28 de octubre de 1833, en el marco de la llamada "Revolución de los Restauradores", se enfrentaron en sus márgenes el Coronel Manuel de Olazábal y el Jefe Revolucionario, el también Coronel Martín Hidalgo.
En el plano topográfico de Adolfo Sordeaux (1850) se lo ve recorriendo la llanura deshabitada y al cruzar "Palermo de San Benito" se interna por una zona de quintas como la entonces llamada Chacarita de los Colegiales que dio origen a los barrios de Chacarita y de Colegiales respectivamente mientras era oteado desde el vidriado mirador ubicado en el casco histórico de la Finca Comastri. Siguiendo su curso desde sus nacientes hasta su desembocadura el Maldonado tenía un poco acentuado recodo que discurría  desde el actual  encuentro de la avenida Juan Bautista Justo con la calle Paysandú hasta el encuentro de la avenida Warnes con la avenida Dorrego  luego torcía rumbo sur siguiendo su curso por las manzanas (rellenadas desde 1900)  que iban desde aproximadamente la intersección de la avenida Dorrego con la calle Muñecas, de allí en rumbo sureste alcanzaba a la breve avenida Thames en su cruce con la calle Murillo, luego seguía hacia el este por manzanas hoy rellenadas hasta alcanzar la calle Juan Ramírez de Velazco para continuar su curso nuevamente por el tramo que hoy corresponde a la Av. Juan Bautista Justo, luego (siempre rumbo al este) bajo la avenida intendente Bullrich y luego -nuevamente- por el tramo de la Av. Dorrego hasta (aunque ya bajo los bosques del Parque de Palermo)  desembocar en el Río de la Plata. A la altura de lo que hoy día es la Avenida Santa Fe existía un puente en las tierras de un tal Bollini. En la zona conocida como la Chacarita de los Colegiales formaba la ya citada  pronunciada curva.
Las inundaciones eran habituales. Algunos vecinos comentan: "Al producirse inundaciones se escuchaban pitadas de los agentes de policía, y en seguida aparecían los bomberos, provistos de botes, particularmente inundable era y es la zona del cruce de la Av. J. B. Justo con la calle Camargo en Villa Crespo, en ese punto antes del entubado existió una pequeña laguna. Eran frecuentes que los vecinos se subieran a los techos de las casas, porque en oportunidades el agua subía dos metros sobre el nivel del suelo". En diversos puntos de su curso unos puentes o pasarelas metálicas ayudaban a pasarlo.
Fue habitado en sus orillas por sectores socialmente excluidos o inmigrantes y otros arribados después de los años '80 del siglo XIX que encontraron albergue barato en la zona. Allí se construyó, cuando la zona estaba prácticamente despoblada, la Fábrica Nacional de Calzado, hacia 1888, pionera de la futura Villa Crespo, sobre terrenos que pertenecieron a la quinta de Lebrero. Allí se remataron parcelas aledañas y se efectuaron loteos que se poblaron de obreros trabajadores de la fábrica.
De ahí que el arroyo Maldonado presentara la alternancia de artesanos, obreros, proscriptos políticos luchadores y protestatarios, inmigrantes y nativos, con aventureros y fugitivos, el malevaje letal de caballo, chambergo y cuchillo. 
Cerca del Maldonado, por Palermo hubo un lugar famoso: lo de "Hansen" (como reza el tango: "Te acordás hermano / la rubia Mireya / , que quité en lo de Hansen / al guapo Rivera.."), que los conocedores definirían como una mezcla de prostíbulo suntuario con restaurante. Para otros un precursor del cabaré. Fue entonces que el arroyo Maldonado entró al mito porteño, donde sería perpetuado en un mundo de ensueño y nostalgia del ayer.
El arroyo se convirtió en un depósito de chatarra. En épocas de lluvia, se formaba un gran lago de agua sucia, lo que era peligroso cuando se inundaba y rebalsaba, lo que convirtió la zona, en terrenos pocos valuados. Cabe mencionar que Jorge Luis Borges durante su niñez vivió en la zona del barrio de Palermo cercana a este arroyo y en algunos de sus relatos hace mención a los guapos y compadres así como a los prostíbulos que estos frecuentaban en sus orillas.
El 2 de abril de 1903, un pescador del Río de la Plata, patrón de una lancha llamada "Destino del Cielo", pescó una ballena de casi 30 metros de largo y 200 toneladas de peso en la desembocadura del arroyo. Ya muerta, la remolcó hasta Berazategui, apareciendo fotografiada en los periódicos del día.
Un proyecto presentado a inicios de siglo XX suponía hacer íntegramente navegable el arroyo Maldonado al unirlo en su curso alto con el Riachuelo (o Río de la Matanza); este plan pronto fue dejado de lado.

### Entubado

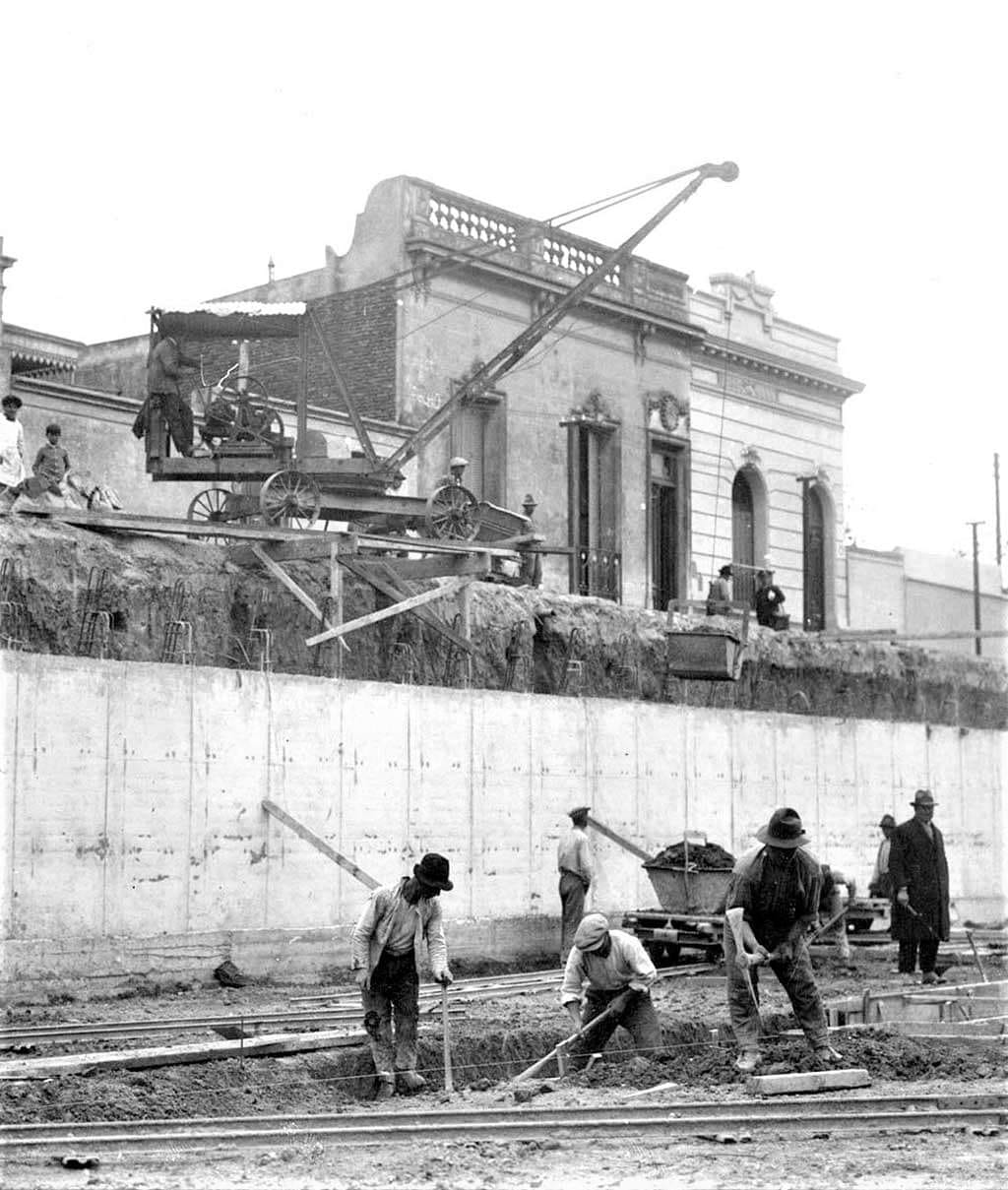
Entubamiento del Arroyo Maldonado en Buenos Aires, 1929

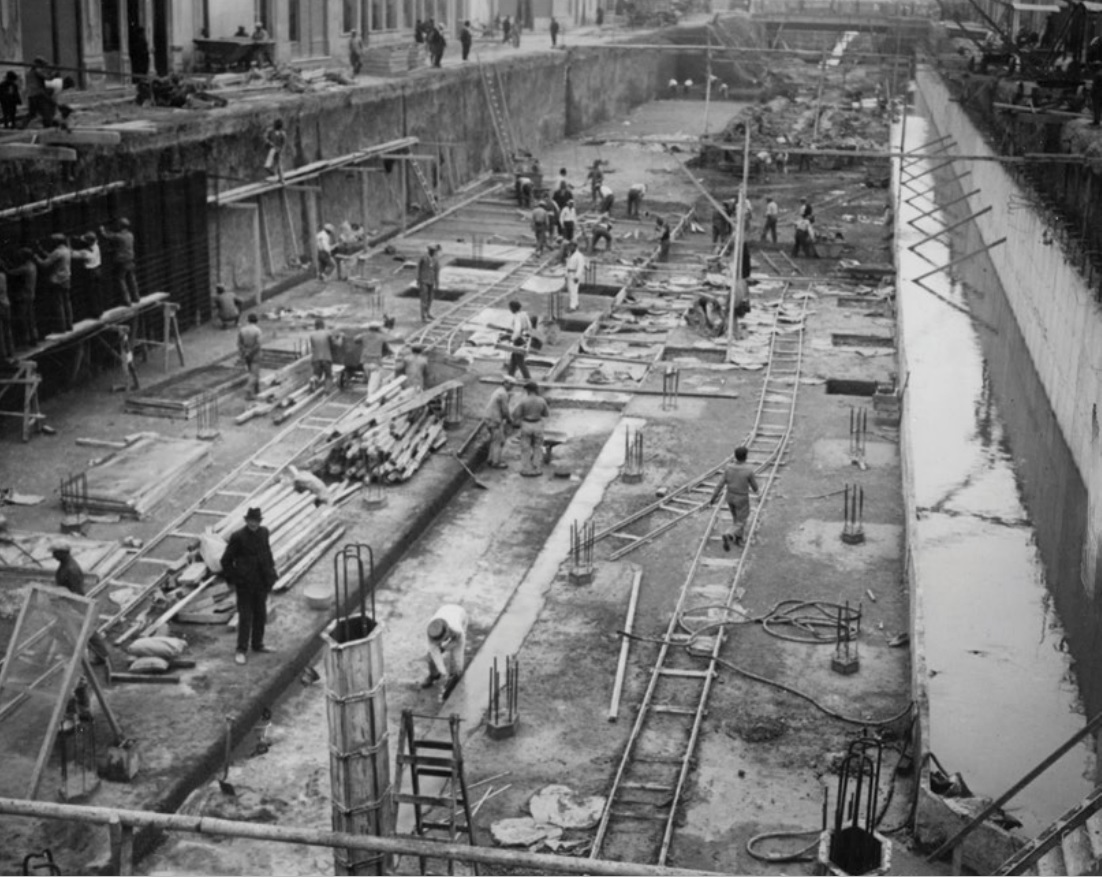
Tareas de entubamiento del Arroyo Maldonado, 1929

En 1924, las autoridades decidieron entubar el arroyo, como solución a todos los problemas que éste ocasionaba en la ciudad. Las excavaciones empezaron en 1929 durante el gobierno de Hipólito Yrigoyen y el primer tramo, que llegó hasta la calle Bolivia, finalizó en 1933. Las obras de este tramo, que abarcó una extensión de 5 km. y necesitó cientos de obreros y maquinarias, fueron realizadas por la empresa constructora Arienti y Maisterra. Luego de este importante trabajo, se dio inicio a la segunda fase de la obra, esta vez adjudicada a la empresa Kinbaum y Cía, un verdadero trabajo de ingeniería, que consistió en levantar columnas para contener a la gran losa. Para realizar el conducto se usaron 5000 toneladas de hierro en barra, 20000 t de cemento, 70000 toneladas de pedregullo y 55000 t de arena, se demolieron los viejos puentes (algunos quedaron soterrados como el del cruce de la Avenida Santa Fe) y construyeron otros; así, desde 1939 casi todo el Maldonado en su trayecto por la Capital Federal quedó "entubado" en un conducto de hormigón de sección rectangular cuyo techo está compuesto por vigas que son sostenidas por columnas -inicialmente las columnas iban a tener un perfil hidrodinámico fusiforme para evitar las turbulencias y acelerar el flujo de las aguas pero luego la sección de las vigas fue también rectangular-, tal túnel (cuyo "techo" es la Avenida Juan Bautista Justo) tiene 3,60 m de altura y un ancho que va de 16 a 18,20 m , en el centro del "piso" de tal túnel existe un relativamente estrecho canal. El último tramo, desde Segurola a la Avenida General Paz, se terminó en la década del 40.
Pero tal obra de ingeniería con el tiempo resultó insuficiente: el crecimiento de la zona densamente edificada en la cuenca del Maldonado hace que las aguas pluviales escurran mucho más velozmente que cuando la zona tenía pasturas y bosques. De este modo con una hora de lluvia de entre 30 a 40 mm el túnel queda colmado y se inundan los terrenos adyacentes; un paliativo de los 1990 fue el establecer tabiques que unen a las columnas pero resultó asimismo insuficiente. Posteriormente a 1939 se realizó un canal que unía el curso medio del Maldonado con el arroyo Cildáñez, el objetivo de este canal era el de derivar parte de las aguas del Maldonado durante las crecidas; este canal también hoy se halla entubado y corre bajo las calles Ruiz de los Llanos y Basualdo.
Fue el trabajo más trascendental de la época en Buenos Aires, diseñado y alcantarillado por Obras Sanitarias de la Nación.

## Avenida Juan B. Justo

Mapa de la Av. Juan B. Justo. Parte del arroyo corre por debajo de esta avenida.

Luego del entubado, fue hecha una calle de tierra sobre el arroyo; y en 1936 fue construida la actual Av. Juan B. Justo. Sin embargo, las inundaciones persistieron, de modo que a fines de siglo XX se construyó un túnel aliviador bajo el lecho del arroyo y las dos hileras de columnas que soportan al techo del túnel principal por donde corre el arroyo fueron unidas por tabiques para reducir las turbulencias y facilitar el escurrimiento de las aguas. Pese a todas estas obras el arroyo Maldonado, como la mayoría de los arroyos (hoy entubados) de la Ciudad de Buenos Aires, seguían provocando inundaciones.

### Túneles aliviadores
Los túneles aliviadores fueron planificados en 2001 y finalizados en 2012. El primer túnel aliviador llamado Largo, con una longitud de 9 864 m, toma aguas excedentes del Maldonado en la intersección de la Avenida Juan B. Justo con la calle Cuenca, así un 70% del caudal del arroyo es derivado; el mismo Túnel Largo posee otra conexión aguas abajo en la intersección de las avenidas Juan B.Justo y  Avenida Honorio Pueyrredón, en esta segunda conexión se deriva un 28% de caudal. Este túnel largo posee una sección circular de aproximadamente 6,90 m de diámetro y está dispuesto en una ligera pendiente a 30 metros por bajo del nivel del suelo. Fue construido entre el 31 de diciembre de 2009 y el 25 de noviembre de 2011. Por su parte, el segundo túnel aliviador, llamado Túnel Corto, toma las aguas excedentes durante las crecidas en la intersección de las avenidas Juan B. Justo y Niceto Vega y tiene una longitud de 4 561 m, un diámetro similar al del Túnel Largo y corre también a unos 30 metros bajo el nivel del suelo. Este túnel corto puede captar un 56% de las aguas excedentes en el bajo valle del Maldonado. Ambos túneles concluyen en un pozo único de 35 metros de profundidad y 40 de diámetro ubicado en Punta Carrasco poco antes de desaguar en el Río de la Plata. Para desagotarse, este sistema no usa maquinarias sino que se basa en principios hidrostáticos (básicamente la presión del agua hace que la misma ascienda al nivel del Río de la Plata y drene en tal río).

## Inundaciones
El arroyo se ha desbordado en múltiples ocasiones, inundando barrios porteños.
En 2013, a raíz de las inundaciones en la Ciudad de Buenos Aires que causaron ocho muertes debido a la falta de obras hidrícas, los legisladores Milcíades Peña y Facundo Di Filippo denunciaron penalmente a Mauricio Macri por presuntas coimas y asociación ilícita, a raíz del encarecimiento y del riesgo ambiental en las obras del canal aliviador del arroyo Maldonado que llevaba adelante una constructora de Ángelo Calcaterra. La presentación judicial advierte otras irregularidades en la licitación y en la ejecución de la obra, y acumula sobre Macri una serie de presuntos delitos: tráfico de influencias y cohecho, malversación de caudales públicos, y negociaciones incompatibles con el ejercicio de funciones públicas, acusaciones que nunca pudieron ser probados ante la justicia.

## Obras en los tres primeros lustros del s. XXI
El Gobierno de la Ciudad de Buenos Aires llevó a cabo la construcción de dos canales aliviadores, uno a cada lado del cauce original. Desde este último cruce hasta la zona de Flores, se construyó un solo canal aliviador.[cita requerida]
La máquina, controlada desde Italia, funcionaba las 24 horas y en septiembre de 2010 ya había finalizado el primer túnel corto, de casi 5 km de largo.[cita requerida]

## En la literatura
Antonio Palestra describe al arroyo en 1943:

Imagen del Maldonado,
barro y sauce,
cardo y cielo
...
lo enfurecía el verano
con sus tormentas de fuego
 entonces su agua, rabiosa,
se desataba en el viento
 y atropellaba a los ranchos

Baldomero Fernández Moreno lo hace en "Al arroyo Maldonado" (1916):

Maldonado, Maldonado, arroyuelo miserable, te mueres en todas partes...arroyuelo no me hables...

Jorge Luis Borges se ocupó de él en Elegía de los portones:

Había huecos de tunas y la finalidad el Maldonado, jirones de agua pobre en la sequía y verdad de guapo en que flameaba el norte más acá del Pacífico

 Y también en "Un cuchillo en el norte": 

Allá por el Maldonado, que hoy corre escondido y ciego

León Benarós contaba que: "El Maldonado crecía a veces, arrastrando los ranchos miserables como una ablución, purificadora y mortal".
Horacio Peroncini lo recordaba en "Allí no más":

Cuando chiquilín, por allí cruzaba el Maldonado. El campo estaba, entonces al alcance de un silbido...esa noche, como tantas noches, le vino a fortuna recordar aquellos días de arroyo, eran entonces diez o doce chiquilines en una suerte de pesca de ranas y mojarras: por lo general una pesca magra, algún chapuzón temerario, cierta vagancia inocente

Enrique González se expresa en un sainete: 

El Arroyo Maldonado, que cruza la ciudad como un barbijo en un rostro malevo, o El Arroyo Maldonado se vanagloria de conservar, entre sus páginas de todo, el suceso rojo que emocionó las hojas del boletín de última hora...

Alberto Vacarezza y Carlos Mauricio Pacheco, en su sainete El arroyo Maldonado cantaban enamorados: 

No importa que me haiga dao esquinazo tu querer...
El mejor tiempo fue ayer; aquí te espero al costao del arroyo Maldonado y al arroyo has de volver